# Jack Sparrow
Jack Sparrow kapitány A Karib-tenger kalózai című filmsorozat minden epizódjának (A Fekete Gyöngy átka, Holtak kincse, A világ végén, Ismeretlen vizeken, Salazar bosszúja) főszereplője. Megformálója Johnny Depp.

## Élete
Tevékenységeit a 18. század elejére teszik. Fiatalon apja hatására kénytelen volt kalóznak állni, mivel apja, Teague kapitány a kalóz kódex őrzőjeként nem szánhatott neki más foglalkozást. Születési helye ismeretlen. Fiatalkorát főként Tortugán és a tengeren töltötte. Mivel már igen fiatalon apja oldalán járta a vizeket és ideje nagy részét hajókon töltötte, hamar kitanulta a kalózkodást mint mesterséget. Habár élete javát mulatozással, lányok kegyei közt töltötte, fiatalon rájött, hogy mekkora terhet visel az által, hogy őt tették meg a Karib-tenger kalózurává. Azt mondják, hogy egyszer volt jelen a gyűlésen, mivel nem vágyott erre a pozícióra. Sokak szerint alkut kötött Davy Jonesszal, hogy felhozza neki szeretett hajóját, a Fekete gyöngyöt a tenger fenekéről, amit 1703-ban az Isla Centa-i ütközetben vesztett el.
1705-ben Port Royal közelében a hajó első tisztje, Hector Barbossa kapitány zendülést szított Sparrow ellen. Akik az ő oldalán álltak, mind a tengerbe vesztek. Sparrowt egy szigeten tették ki egy pisztollyal, egy tölténnyel, de víz nélkül, ami eltért a kódexben szereplő eljárástól. A szóbeszéd szerint szólnak olyan pletykák, hogy a sekélyesbe gázolt és három éjszakán át arra várt, hogy a tengeri élőlények megszokják a jelenlétét. Majd a harmadik napon két tengeri teknőshöz kötözte magát és így jutott el a szigetről. A történet bizonyára csak mese.  Valójában az első este rálelt egy csempészszervezet rejtett rumkészletére. A nagy meleg hatására bizonyára hőgutát kaphatott és ezen a rum csak rontott. A kapitány járása a megmenekülése után furcsává, mondhatni nőiesen kacsássá vált. Elbeszélések szólnak arról, hogy úgy ment, mintha minden lépéssel azt próbálná elkerülni, hogy fel ne boruljon. Ezt pendora correctiának nevezik, ami az egyensúly végtagok illetve testtartás furcsa mozgatásával történő korrigálását jelenti. A szigetről maguk a csempészek "menekítették meg".  
Viszonyát Calipsóval, a tenger istennőjével több ízben feljegyezték. Sparrow babonásnak bizonyult. Hitt a spirituális és misztikus dolgokban, ami igen jellemző a korabeli kalózokra. Menekülését a Kraken elől többen hitelesítették.

## Külseje, viselete, tárgyai
A "majomrészeg" Jack kapitány ragaszkodó természetét, emléktárgyak (általában ékszerek) gyűjtésével fejezte ki. Élete fontosabb helyein, ahol valaha járt és szerzett valamit, azt előszeretettel hajába kötözte, s a tárgy ott díszelgett, míg a kapitány élt. Sok mese kering arról is, hogy egy tricornt (korabeli tengerész kalap) kapott egyik hű tengerészétől (mivel megmentette őket Salazar kapitánytól) s azt kincsként őrizte élete végéig.
Ilyen tárgyak például:
- Egy rénszarvas sípcsontja.
- Egy gyöngysor az Antillákról.
- Több gyöngy a Bermudákról.
- Iránytű egy kapitánytól (a tájoló) (ami mindig megmutatja annak az irányt, ahol egy olyan dolog van, amit az illető akar megszerezni)
- Érmék, dobókockák, hasonló ékszerek és rituális kellékek.

Gyöngyök díszítették kéttincses, fonott szakállát is.
A kalózokra jellemző volt, hogy tárgyakat viseltek az öltözékükön is, amelyek a célszerszám könnyű elérését jelentették. Pl: A kardot az oldalukon viselték, a pisztolyt mellpántban. Jack sok fajta különlegességet aggatott magára. Ezek egyike egy különleges tájoló volt, ami afelé a dolog felé mutat, amire kezelője a legjobban vágyik. Ennek tulajdonítják azt a tényt, hogy Jack több ismeretlen szigetre és zsákmányra bukkant pályafutása során.
Sötétbarna haját raszta vagy fonott szálakban hordta. Legtöbbször egy vörös fejkendőt viselt s azon egy spanyol hercegnőtől kapott gyöngysort s a berthai tallért, ami az ő kabalája volt a kalóztanács kilencéből.
Négy fontosabb gyűrűjét mindig ujjain hordta. Nem vetette meg a cicomát sem. Derékövére többféle tárgyat felaggatott. Például egy szárított csirkelábat mindig magán hordott, valószínűleg babonából. Emellett karibi szertartási kellékeket, termékenységi szimbólumokat is magára aggatott. A tetoválások már akkor törzsi funkciókat jelentettek, tehát ha Jack egy törzsnél vendégeskedett, varratott magára valamit.

## Fordítás
- Ez a szócikk részben vagy egészben  a   Jack Sparrow című angol Wikipédia-szócikk fordításán alapul.  Az eredeti cikk szerkesztőit annak laptörténete sorolja fel. Ez a jelzés csupán a megfogalmazás eredetét és a szerzői jogokat jelzi, nem szolgál a cikkben szereplő információk forrásmegjelöléseként.